# Johan Wilhelm Zetterstedt

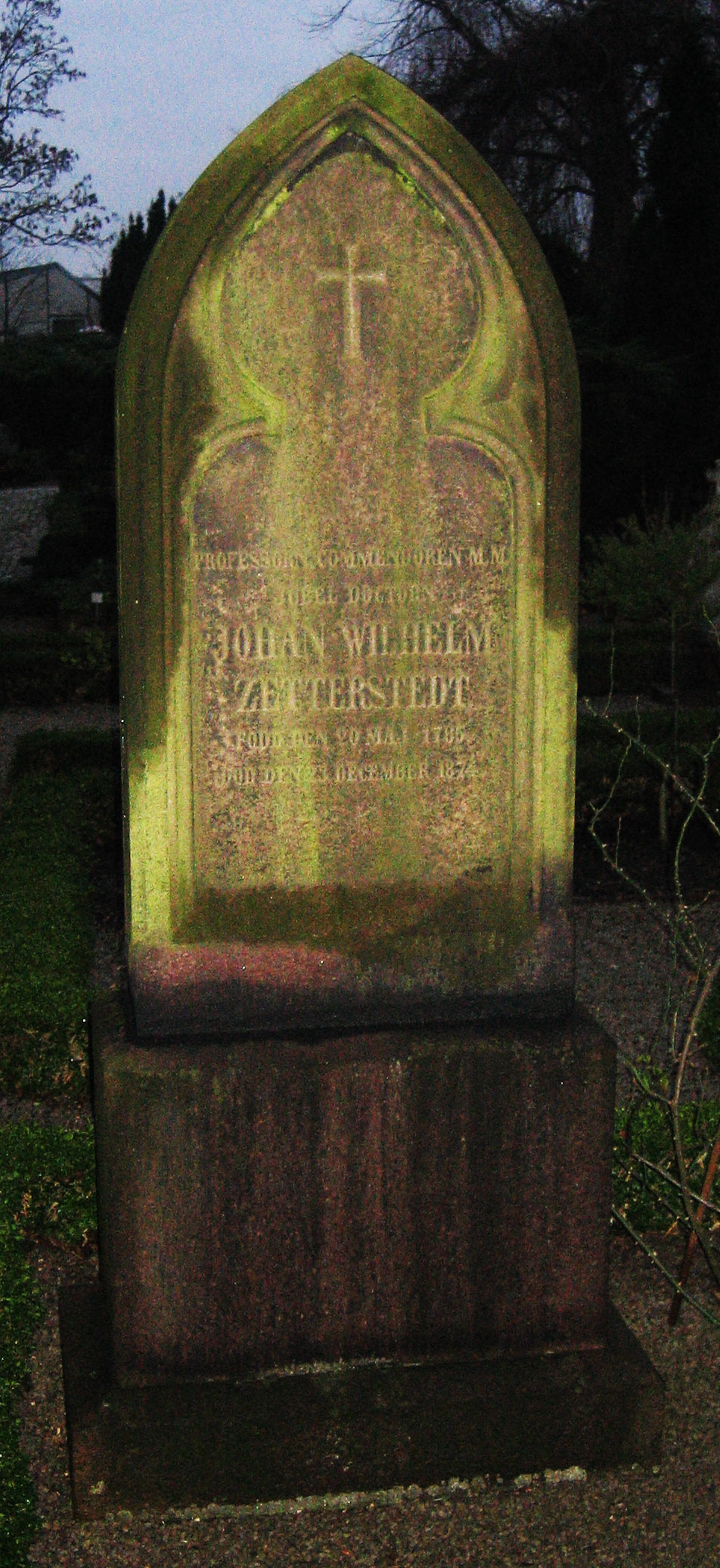
Zetterstedts grav på Klosterkyrkogården i Lund.

Johan Wilhelm Zetterstedt, född 20 maj 1785 på Lärketorp i Mjölby socken, Östergötland, död 23 december 1874 i Lund, var en svensk entomolog, farbror till Johan Emanuel Zetterstedt.

## Biografi
Zetterstedt blev 1805 student vid Lunds universitet, åtnjöt där Anders Jahan Retzius handledning och vänskap, promoverades 1808 till filosofie magister och fick en docentur i botanik 1810. Han befordrades 1812 till botanices demonstrator och (oavlönad) adjunkt i naturalhistorien, förestod professur många år och blev alltmer intresserad av insekter. För att samla naturvetenskapligt material gjorde han resor till Öland 1811 och 1817, till Gotland 1819 och 1841, till de nordligaste lappmarkerna och ända upp till Nordkap 1821 (han insamlade då en stor mängd insekter), till mellersta lappmarkerna 1832 och till Jämtland 1840.
Han fick 1822 professors namn, var ordinarie akademisekreterare i Lund 1828–36 och var 1839–53 som Carl Adolph Agardhs efterträdare professor i botanik och praktisk ekonomi där. Under våren 1853 anklagades han för sodomi, en affär som påstods ha påskyndat hans pensionering. Han hade tidigare förgäves tävlat med Sven Nilsson om professuren i naturalhistoria och kom som examinator att åsidosätta sitt ämne botaniken. Han blev 1831 ledamot av Vetenskapsakademien och dessutom invald i flera in- och utländska samfund samt var en av de tio utländska hedersledamöterna i Entomological Society i London. En växtart och tjugo djurarter är uppkallade efter honom. Hans insektssamlingar finns nu på Zoologiska museet i Lund och innefattar många  typexemplar. Hans omfattande korrespondens förvaras i Lunds universitetsbibliotek. 
Hans arbeten Naturhistorisk resa genom Sveriges och Norriges lappmarker (två band, 1822; belönad med Lundbladska priset av Svenska Akademien) och Resa genom Umeå lappmarker etc. (1833) är uttryck för hans naturvetenskapliga samlarintresse, men brister i vetenskapliga kvaliteter och har inströdda poetiska inslag. Sin älsklingsvetenskaps litteratur riktade han med bl.a. Orthoptera Sueciæ (1821), Insecta lapponica (1840) och slutligen det stora arbete, med vilket han förvärvade sig vetenskapligt rykte bland entomologerna, Diptera Scandinaviæ (14 band, 1842-60), vilket utgavs med statsanslag och gav honom Vetenskapsakademiens mindre Linnémedalj i guld. På gamla dagar lät han trycka sin diktsamling Poetiska utflygter (1866).
Zetterstedt är begravd på klosterkyrkogården i Lund.
Auktorsnamnet J.W.Zetterst. kan användas för Johan Wilhelm Zetterstedt i samband med ett vetenskapligt namn inom botaniken; se Wikipediaartiklar som länkar till auktorsnamnet.

Auktorsnamnet Zetterstedt kan användas för Johan Wilhelm Zetterstedt i samband med ett vetenskapligt namn inom zoologin; se Wikipedia-artiklar som länkar till auktorsnamnet.